# 四方台区
四方台区（しほうだい-く）は、中華人民共和国黒竜江省双鴨山市に位置する市轄区。

## 歴史
1954年7月、区域に双鴨山鉱区が設置された。1958年に双鴨山鉱務局により四方台炭鉱の採掘開始、1959年4月に四方台経済区、1961年に四方台第一分社と改称された。1968年6月、四方台鉱山と合併し四方台鉱区が誕生。1971年11月の政企分割により四方台区と改称された。1980年4月15日、省政府により正式に市轄区としての四方台区が認可されている。

## 行政区画
4街道、1鎮を管轄：
- 街道弁事処：振興中路街道、振興東路街道、集賢街道、東栄街道
- 鎮：太保鎮

## 交通

### 鉄道
- 中国鉄路総公司
  - 中国鉄路ハルビン局集団公司
    - 福前線（ジャムス方面）- 金沙崗駅（中国語版） -（撫遠方面）

### 道路
- 国道
  -  G221国道（中国語版）

## 健康・医療・衛生
- 双鴨山市四方台区医院